# Aloe turkanensis
Aloe turkanensis é uma espécie de liliopsida do gênero Aloe, pertencente à família Asphodelaceae.